# محسن زاده عبد الله باشا
محسن زاده عبد الله باشا كان الصدر الأعظم للدولة العثمانية في الفترة ما بين 22 أغسطس 1737 حتى 19 ديسمبر 1737.